# Estados Unidos na Copa do Mundo FIFA de 2002
| Estados Unidos 8º lugar (eliminados nas quartas-de-final) | Estados Unidos 8º lugar (eliminados nas quartas-de-final) |
| --------------------------------------------------------- | --------------------------------------------------------- |
| \| Oficial \| Alternativo \|                              |                                                           |
| Associação                                                | Federação de Futebol dos Estados Unidos (USSF)            |
| Confederação                                              | CONCACAF                                                  |
| Participação                                              | 8ª                                                        |
| Melhor resultado                                          | 3º lugar (1930)                                           |
| Treinador                                                 | Bruce Arena                                               |
| Oficial                                                   | Alternativo                                               |

A Seleção de Futebol dos Estados Unidos participou pela sétima vez da Copa do Mundo FIFA (a quarta consecutiva) depois de se classificar em terceiro lugar na fase final das eliminatórias da CONCACAF, empatando em pontos com o México (atrás de El Tri por ter saldo de gols menor). Além das 2 seleções e da também classificada Costa Rica, jogaram a fase final Honduras, Jamaica e Trinidad e Tobago.
A seleção venceu 8 partidas nas eliminatórias, empatou 4 e sofreu 3 derrotas, marcando 25 gols e sofrendo 11. Earnie Stewart foi o artilheiro norte-americano, com 8 gols.

## Jogadores convocados
Após a má campanha na Copa de 1998, os Estados Unidos anunciaram o ex-goleiro Bruce Arena como substituto de Steve Sampson em novembro do mesmo ano.
Na Copa Ouro da CONCACAF de 2002, a seleção venceu 4 jogos e empatou um, contra o Canadá (venceu nos pênaltis), sagrando-se campeã ao derrotar a Costa Rica por 2 a 0, gols de Josh Wolff e Jeff Agoos.
Para a Copa do Mundo, Arena mesclou jogadores das edições de 1990, 1994 e 1998: convocou os goleiros Brad Friedel, Kasey Keller e Tony Meola, os defensores Frankie Hejduk, Eddie Pope, David Régis e Jeff Agoos, os meias Earnie Stewart, Claudio Reyna e Cobi Jones e os atacantes Joe-Max Moore e Brian McBride. O técnico, porém, não levou à competição jogadores que disputaram (ou disputariam) a competição, como Chris Armas, Ante Razov, Carlos Bocanegra, Danny Califf, Predrag Radosavljević, Brian Maisonneuve, Tim Howard, Greg Vanney, Richard Mulrooney, Ben Olsen e Jovan Kirovski. DaMarcus Beasley e Landon Donovan foram os jogadores mais jovens do elenco (20 anos).
| Número | Jogador          | Posição       | Clube                  |
| ------ | ---------------- | ------------- | ---------------------- |
| 1      | Brad Friedel     | Goleiro       | Blackburn Rovers       |
| 18     | Kasey Keller     | Goleiro       | Tottenham Hotspur      |
| 19     | Tony Meola       | Goleiro       | Kansas City Wizards    |
|        |                  |               |                        |
| 3      | Gregg Berhalter  | Defensor      | Crystal Palace         |
| 4      | Pablo Mastroeni  | Defensor      | Colorado Rapids        |
| 6      | David Régis      | Defensor      | Metz                   |
| 12     | Jeff Agoos       | Defensor      | San José Earthquakes   |
| 14     | Steve Cherundolo | Defensor      | Hannover 96            |
| 16     | Carlos Llamosa   | Defensor      | New England Revolution |
| 22     | Tony Sanneh      | Defensor      | Nürnberg               |
| 23     | Eddie Pope       | Defensor      | D.C. United            |
|        |                  |               |                        |
| 2      | Frankie Hejduk   | Meio-campista | Bayer Leverkusen       |
| 5      | John O'Brien     | Meio-campista | Ajax                   |
| 7      | Eddie Lewis      | Meio-campista | Fulham                 |
| 8      | Earnie Stewart   | Meio-campista | NAC Breda              |
| 10     | Claudio Reyna    | Meio-campista | Sunderland             |
| 13     | Cobi Jones       | Meio-campista | Los Angeles Galaxy     |
| 17     | DaMarcus Beasley | Meio-campista | Chicago Fire           |
|        |                  |               |                        |
| 9      | Joe-Max Moore    | Atacante      | Everton                |
| 11     | Clint Mathis     | Atacante      | MetroStars             |
| 15     | Josh Wolff       | Atacante      | Chicago Fire           |
| 20     | Brian McBride    | Atacante      | Columbus Crew          |
| 21     | Landon Donovan   | Atacante      | San José Earthquakes   |

## Desempenho

### Vitória surpreendente sobre Portugal
Sorteada no grupo D, com Coreia do Sul, Polônia e Portugal, a seleção dos Estados Unidos iniciou a campanha surpreendendo os portugueses por 3 a 2. O'Brien abriu o placar aos 4 minutos, aproveitando sobra de uma cabeçada de McBride. Aos 29, o zagueiro português Jorge Costa, ao tentar uma bola de cabeça, desviou contra o gol de Vítor Baía, aumentando a vantagem norte-americana. McBride faria o terceiro gol, também de cabeça, 12 minutos depois.

### Empate com a Coreia do Sul
Com 2 mudanças em relação ao time que iniciou o jogo anterior (Reyna e Mathis foram escalados), os Estados Unidos empataram por 1 a 1 com a Coreia do Sul. Depois de segurar os ataques da seleção da casa, os americanos abriram o placar aos 23 minutos com Mathis, após um contra-ataque. O empate sul-coreano veio com Ahn Jung-hwan, que na comemoração simulou uma patinação no gelo (referindo-se à desclassificação polêmica do compatriota Kim Dong-sung nos Jogos Olímpicos de Inverno por ter supostamente feito um bloqueio ilegal sobre Apolo Ohno). Friedel foi o destaque do jogo ao fazer várias defesas difíceis.

### Derrota e classificação
Brigando pela classificação, os Estados Unidos repetiram a escalação do jogo anterior para enfrentar a Polônia, já eliminada da Copa. Vestindo o uniforme reserva (camisa azul-escuro, calção branco e meias azul-escuro), a equipe foi surpreendida pela seleção do Leste Europeu, que fez 2 gols com Emmanuel Olisadebe e Paweł Kryszałowicz. Marcin Żewłakow ampliou para 3 a 0 no segundo tempo, e Donovan faria o gol de honra aos 83 minutos. Apesar da derrota, os Estados Unidos conseguiram a vaga nas oitavas-de-final devido à vitória sul-coreana por 1 a 0 sobre Portugal.

## Oitavas e quartas-de-final

### Vitória sobre o México
Com 4 mudanças no time (entraram Berhalter, Mastroeni, Lewis e Wolff), os norte-americanos enfrentaram o México em Jeonju e fizeram história ao vencer La Tri por 2 a 0 e fazer a melhor campanha de uma seleção que havia ficado em último lugar na Copa anterior. Aos 8 minutos, Wolff ajeitou para McBride bater com força no ângulo direito de Óscar Pérez. Na segunda etapa, após várias tentativas do México em empatar o jogo, a seleção norte-americana faria 2 a 0 com Donovan, após cruzamento de Lewis. No final do jogo, 10 jogadores (5 de cada seleção) foram punidos com cartão amarelo e Rafael Márquez foi expulso após entrada violenta sobre Cobi Jones.

### Eliminação para a Alemanha e críticas por erro de arbitragem
Tendo como rival nas quartas-de-final a Alemanha (que chegara desacreditada à Copa), os EUA terminariam pela primeira vez desde 1930 entre as 8 melhores seleções da competição, e apostavam no retrospecto contra os europeus; até 2002, haviam vencido os últimos 2 jogos contra os alemães. O técnico Bruce Arena jogou a pressão sobre a Alemanha, afirmando que o Nationalelf era quem tinha de vencer o jogo.
Durante os primeiros 20 minutos, os norte-americanos pressionaram a Alemanha, mas não abriram o placar devido à grande atuação de Oliver Kahn, que espalmou com a ponta dos dedos um chute de Donovan no canto esquerdo após o atacante driblar o zagueiro Thomas Linke. Entre os 19 e 26 minutos do primeiro tempo, os alemães tomaram a iniciativa, mas nenhuma de suas finalizações levou perigo para Friedel. Donovan perderia outra grande chance para os Estados Unidos aos 29, quando bateu em cima de Kahn, que mandou a bola para escanteio.
Embora tivesse mais posse de bola, a Alemanha não conseguia fazer alternativas de furar a defesa dos Stars and Stripes e apostava em cruzamentos para a área. Aos 39 minutos, Christian Ziege cobrou falta e Michael Ballack, em cabeçada certeira, mandou para o gol. Friedel tocou na bola, mas não evitou o gol alemão.
Aos 5 minutos da segunda etapa, o lance mais polêmico da partida: Berhalter chutou e Kahn não conseguiu defender, mas Torsten Frings pôs a mão na bola e impediu o empate. O árbitro escocês Hugh Dallas marcou falta sobre o goleiro - que aconteceu somente após o toque - ao invés de apontar pênalti, prejudicando os Estados Unidos. A última chance norte-americana de levar o jogo à prorrogação veio com Sanneh, que cabeceou pelo lado de fora da rede.

## Pós-campanha
Após a campanha, a imprensa norte-americana elogiou o desempenho da seleção, enquanto Friedel creditou a classificação da Alemanha a Kahn. Ballack classificou a vitória como "difícil" e Kahn afirmou que o Nationalelf "teve sorte", enquanto Hugh Dallas foi criticado por sua decisão de não marcar pênalti para os EUA, que foi decisiva para sua desfiliação do quadro de árbitros da FIFA no mesmo ano
12 jogadores da Copa de 2002 seriam convocados para a edição de 2006, enquanto outros 3 atletas deixariam de ser convocados (Llamosa, Moore e Régis, que não entrou em campo). Meola (titular em 1990 e 1994 e ausente em 1998) faria sua despedida da seleção também em 2006, num amistoso contra a Jamaica. Beasley seria ainda lembrado para as Copas de 2010 e 2014, sendo um dos 2 jogadores de seu país a participar de 4 edições, juntamente com Keller.